# Années 1780
Les années 1780 couvrent la période de 1780 à 1789.

## Événements
- 1779-1781, Afrique du Sud : première guerre cafre entre les Xhosas et la colonie du Cap[1].
- 1780-1790 : réformes de Joseph II dans les Territoires héréditaires des Habsbourg et en Hongrie ; en 1781, un Édit de tolérance garantit la liberté religieuse, le servage est aboli (1785 en Hongrie), les ordres religieux contemplatifs sont supprimés[2] ; suppression des jurandes en 1782 ; mariage civil et réforme de l’enseignement en 1783, obligation de l'usage de l'allemand comme langue administrative (1784-1787)[3] ; tarif douanier protectionniste (1784)[4].

- 1780-1781 : révolte de Túpac Amaru II au Pérou[5].
- 1780-1784 :
  - deuxième Guerre de Mysore en Inde[1].
  - quatrième guerre anglo-néerlandaise[6].
- 1780-1787 : échec de la révolte des patriotes aux Provinces-Unies[7].
- 1781-1789 : période confédérale dans la révolution américaine[8].
- 1782, Inde : après la défaite britannique à Wadgaon en 1779, le traité de Salbai met fin à la première guerre anglo-marathe[1].
- 1783 :
  - le traité de Paris met fin à la guerre d'indépendance des États-Unis ; le traité de Versailles met fin à la guerre franco-anglaise et à la guerre anglo-espagnole[9].
  - premier vol d'une montgolfière inventée par les frères Montgolfier et d'un ballon gonflé à l'hydrogène, la « charlière », réalisée par le physicien Jacques Charles[10].
- 1784-1785 : révolution transylvaine[7].
- 1785-1788 : expédition de La Pérouse[11]

- Vers 1785-1823, Madagascar : activité des pirates Zana-Malata (enfants mulâtres), descendants des négriers et des pirates de la côte Est. Ils organisent des expéditions de razzia d’esclaves et de pillage contre les Comores, l’île de Mafia et la côte orientale de l’Afrique. Ils peuvent armer jusqu’à 500 pirogues et 18 000 guerriers en une seule expédition[12].
- 1787-1790 : révolution brabançonne[7].
- 1787-1792 : guerre russo-turque[13].
- 1788-1791 : guerre austro-turque[13].
- 1788-1790 : guerre russo-suédoise [13].
- 1788-1789 : échec de la conjuration Mineira, mouvement révolutionnaire contre la Couronne portugaise dans la capitainerie de  du Minas Gerais, menée par le Tiradentes avec comme idée l'indépendance du Brésil[14].
- 1789 : début de la Révolution française.

## Personnages significatifs
- Joseph II
- Louis XVI
- Tipû Sâhib